# Innocent VIII
Pour les articles homonymes, voir Cybo et Innocent.
Giovanni Battista Cybo-Tomasello, né à Gênes le 5 novembre 1432 et mort à Rome le 25 juillet 1492, est un ecclésiastique catholique génois, qui devient le 213e pape de l’Église catholique le 12 septembre 1484 sous le nom d'Innocent VIII (en latin Innocentius VIII, en italien Innocenzo VIII).
Il est connu pour la bulle Summis desiderantes affectibus qui étend le rôle de l'Inquisition à la chasse aux sorcières, ainsi que pour son soutien à l'Inquisition espagnole menée par Torquemada.

## Biographie

### Jeunesse et carrière
Fils d'Arano Cybo (ou Cibo) et d'une patricienne génoise, Giovanni Battista Cybo passe sa jeunesse à la cour de Naples. Il entre ensuite dans les ordres et reçoit en 1462 l'évêché de Comminges, puis de Savone des mains de Paul II en 1467. En 1472, il est nommé évêque de Molfetta. Grâce à la protection du cardinal Giuliano della Rovere, futur Jules II, il entre à la Curie romaine. En 1473, il est élevé à la dignité de cardinal. À la mort de Sixte IV, il est élu pape lors du conclave de 1484, en partie grâce aux intrigues des cardinaux della Rovere (futur Jules II) et Borgia (futur Alexandre VI).

### Pontificat

#### Népotisme
Sous son pontificat, il recule les limites de l'opprobre par une vénalité effrénée des charges. Corruption, vénalité, népotisme (jugé « aussi somptueux qu'éhonté »), faux privilèges, fausses bulles, intrigues sont des mesures courantes. Il est le premier pape à reconnaître ses enfants illégitimes, cependant nés avant qu'il ne devienne clerc et pour lesquels il organise des noces au Vatican,. Il marie son fils aîné Franceschetto Cybo à la fille de Laurent de Médicis, et fait en échange cardinal le fils de ce dernier, Giovanni, alors âgé de treize ans. Ce dernier deviendra pape en 1513 sous le nom de Léon X. Son frère Maurizio Cibo est gouverneur de Pérouse, et père du cardinal Lorenzo Cibo, . Le prédicateur Jérôme Savonarole fustigea ses ambitions mondaines.

#### Affaires italiennes
En Italie, il fait appel à Florence, dirigée par Laurent le Magnifique, pour obtenir des finances. En remerciement, il marie son bâtard Franceschetto à la fille de Laurent, Maddalena, ce qui fait murmurer ses contemporains, et il élève à la dignité de cardinal le fils de Laurent, Giovanni, âgé seulement de 13 ans — le futur Léon X.
Il mène la guerre contre Ferdinand Ier de Naples, qui avait refusé à plusieurs reprises de payer le tribut d'investiture au pape. Une première campagne se solde par une paix mitigée en 1486, qui n'apaise pas l'hostilité entre les deux monarques. En 1489, Innocent VIII excommunie son adversaire et demande l'intervention de Charles VIII de France, lui promettant officiellement le royaume de Naples. Le conflit ne prend fin qu'en 1492.

#### Islam et chrétiens d'Orient
Djem, frère cadet du sultan Bajazet II, avait dû fuir Constantinople pour échapper à son frère. Après diverses pérégrinations, à Rhodes, à Nice, à Bourganeuf, il est confié au pape à Rome. Le sultan, désireux de tenir éloigné un rival pour son trône, offre au pape la somme de 120 000 ducats pour le retenir prisonnier dans ses États.
Paradoxalement, Innocent VIII tente, à l'instar de ses prédécesseurs, de lancer une croisade contre les Turcs. Mais ce pragmatique est peu convaincu du succès de celle-ci. Il finit par nouer des relations diplomatiques lucratives avec le sultan Bayezid II, qui, en gage d'amitié et en échange de la garde de son frère, lui remet la Sainte Lance, censée avoir transpercé Jésus-Christ. Pour les chrétiens d'Orient, abandonnés aux Turcs, tout espoir d'un quelconque soutien par l'Église de Rome est désormais enterré.
Il reconnaît Henri VII comme monarque légitime au sortir de la guerre des Deux-Roses.

#### Durcissement de l'Inquisition

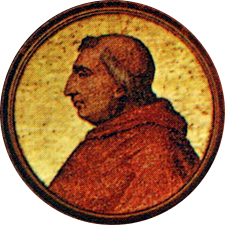
Mosaïque du pape Innocent VIII (mosaïque du milieu du XIXe siècle). Basilique Saint-Paul-hors-les-Murs.

Ce pape superstitieux a attaché son nom à la chasse aux magiciens et sorcières. Il publie la bulle Summis desiderantes affectibus (5 décembre 1484), autorisant l'Inquisition à agir en matière de sorcellerie, pratiquée à la fois par les hommes et les femmes. Plus précisément, elle autorise Henri Institoris et Jacques Sprenger à instruire le procès de deux sorcières présumées en Allemagne. À leur retour, les deux dominicains publient le fameux Malleus Maleficarum (Le Marteau des sorcières) en 1486 avec le soutien d'Innocent VIII, mais qui en raison de ses excès et de ses aberrations, est peu après interdit par l'Église elle-même en 1490.[réf. nécessaire]
Il approuve la très dure répression menée par l'Inquisition espagnole dirigée par Torquemada contre les marranes, juifs convertis et soupçonnés de continuer à pratiquer leur religion originelle. Il le confirme dans ses fonctions de Grand Inquisiteur et supprime la possibilité pour les accusés de faire appel auprès de l'évêque de Séville.
Il accorde le titre de « Rois catholiques » à Ferdinand II d'Aragon et Isabelle de Castille et leur confère le droit de nommer les successeurs du grand Inquisiteur.
Lorsque l'humaniste Pic de la Mirandole suggère de réunir à ses propres frais un congrès de philosophes pour instituer un projet de paix universelle où il se propose de prononcer un discours sur la dignité de la personne humaine, le pape s'y oppose et les thèses de Pic de la Mirandole sont condamnées.

#### Mécénat
Il restaure plusieurs églises romaines. Il fait bâtir le palais du Belvédère. Il fait travailler Antonio Pollaiolo, le Pinturicchio, Andrea Mantegna ou encore le Pérugin.

#### Mort
Innocent VIII meurt à Rome le 25 juillet 1492. Son corps repose à Rome dans la basilique Saint-Pierre.
Le Pape agonisant aurait bénéficié de la première tentative de transfusion recensée dans l'Histoire : un médecin juif, Giacomo di San Genesio, aurait tenté de lui injecter le sang de trois enfants, ce qui aurait provoqué leur mort. Cependant, selon le médecin et essayiste Gérard Tobelem, « aucun récit historique fiable ne permet d'authentifier » l'événement.

## Descendance
Innocent VIII (alias Giovanni Battista Cybo) a eu sept enfants dont deux nés avant son entrée dans le clergé,.
- Il marie en 1487 son fils aîné Franceschetto Cybo (mort en 1519) à Madeleine de Médicis (1473-1519), fille de Laurent de Médicis, qui en retour obtient le chapeau de cardinal pour son fils de 13 ans Giovanni, connu plus tard comme le pape Léon X. D'où :
  - - Innocenzo (1491-1550), cardinal, archevêque de Gênes, de Turin et de Marseille ;
  - - Ippolita (1503-1562), x Roberto Ambrogio (it) di Sanseverino di Caiazzo, fils de Gianfrancesco (it) et petit-fils de Roberto ;
  - - Eleonora, religieuse ;
  - - Caterina (it) (1501-1557), x Giovanni Maria da Varano de Camerino : parents de Giulia Varano, femme de Guidobaldo II della Rovere ;
  - - Giambattista (1501-1552), archevêque de Marseille en 1530 après son frère ;
  - - Lorenzo Cybo (it) (1500-1544/1549), x Ricciarda Malaspina héritière de Carrare et Massa
- Sa fille Teodorina Cybo se marie à Gherardo Usodimare :
  - par son fils Aranino Cibo, † 1586, elle est la grand-mère du naturaliste Gherardo Cibo
  - Peretta, x 1o Alfonso del Caretto (d'où deux fils : - Giovanni Ier, † 1535, et la suite des del Caretto ;
  - Battistina, x Luigi d'Aragon-Naples (1474-vers 1519), petit-fils de Ferdinand Ier et cardinal dès 1494, après le décès prématuré de sa femme.

## Sceau
Matrice en amande en bronze (49 mm), prise diamétrale à double ressaut percé. Deux saints religieux, l'un tenant un livre, l'autre les mains levées paumes vers les fidèles, dans une double niche sommée de deux blasons aux clefs croisées ; dans la partie inférieure le blason : « bande échiquetée, chef chargé d'une croix », timbré de la tiare à double fanon crucifère dont la légende est : « Scti coffessores XPI orate p nobis ».